# Трофимов, Алексей Станиславович
Трофимов Алексей Станиславович (род. 7 июля 1974) — украинский боксёр профессионал и любитель, выступавший в полутяжелом весе. Чемпион мира WBO Asian Pacific, интерконтинентальный чемпион IBF, чемпион СНГ и cлавянских стран WBС, чемпион Европы WBF, шестикратный чемпион Украины по боксу, двукратный Абсолютный чемпион Украины. Советник мэра по вопросам молодежи и спорта в Киеве, заместитель директора Департамента Киевской городской государственной администрации, начальник управления по делам семьи, молодежи и спорта исполнительного органа Киевской городской администрации. Председатель общественной организации «Спортивный клуб Алексея Трофимова», вице-президент Федерации Бокса Украины в г. Севастополе, вице-президент Киевской городской организации Федерации Бокса Украины, заместитель руководителя общественной организации «Народный контроль». Имеет орден Международной ассоциации любительского бокса (AIBA) за вклад в развитие бокса в Европе.

## Биография
Родился в г Севастополь, Крым. В 1991 году окончил СПТУ по специальности электромонтажник силовых и осветительных сетей. С 1992 по 1993 инструктор по боксу ДЮШС г Севастополь. С 1993 по 2000 проходил службу в ВМС Украины. В 2001 году окончил Харьковский государственный институт физической культуры. С 2001 по 2005 тренер-преподаватель Областной гражданской организации «Спортивный клуб Елисеева» г. Донецк. Параллельно работал как тренер-преподаватель ЗАТ "Боксерская промоутерская компания «Союз» г. Донецк и других организациях (ДЮШС г Севастополь). В 2005 году заместитель генерального директора по безопасности Производственного объединения шахтной геологии и технического бурения «Укрглегеология» Министерства топлива и энергетики Украины, г Донецк. С 2013 года помощник-консультант народного депутата Украины. В 2014 году окончил Национальную академию государственного управления при Президенте Украины. С 2014 по настоящий момент — начальник управления по делам семьи, молодежи и спорта исполнительного органа Киевской городской государственной администрации, член Политической партии «УДАР» (Украинский Демократический Альянс «За реформы») Виталия Кличко. Женат.

## Спортивные достижения
- с 1995 года по 2000 год член национальной сборной Украины по боксу (1995—2000)
- мастер спорта международного класса Украины по боксу
- шестикратный Чемпион Украины по боксу
- двукратный Абсолютный Чемпион Украины
- призёр Чемпионата Мира в 1999 г. (США, г. Хьюстон) среди боксёров любителей
- лучший спортсмен 1999 года (среди единоборств)
- чемпион Мира WBO Asian Pacific
- чемпион Европы WBF
- интерконтинентальный Чемпион IBF
- интернациональный Чемпион IBF
- чемпион СНГ и Славянских стран WBС
- начальник управления по делам семьи, молодежи и спорта исполнительного органа Киевской городской администрации

## Общественная работа
- организатор турниров по боксу различного уровня
- учредитель Федерации профессионального бокса Украины
- вице-президент Федерации Бокса Украины в г. Севастополе
- учредитель спортивного клуба на базе ДЮСШ № 3